# Boris Pavlenić
Boris Pavlenić (Kaštel Stari, 7. prosinca 1937. – Zagreb, 2. rujna 2018.) bio je hrvatski filmski, televizijski i kazališni glumac.

## Filmografija

### Televizijske uloge
- "Nepokoreni grad" (1982.)

### Filmske uloge
- "Ne zaboravi me" (1996.)
- "Reakcionari" (1975.)
- "Gledalac i mi" (1966.)

## Vanjske poveznice
- Boris Pavlenić u internetskoj bazi filmova IMDb-u (engl.)
- Stranica na Komedija.hr  Arhivirana inačica izvorne stranice od 13. prosinca 2010. (Wayback Machine)